# Ana Sofía Gómez
Ana Sofia Gómez Porras (Ciutat de Guatemala, Guatemala, Guatemala 24 de novembre de 1995) és una gimnasta guatemalenca.

## Trajectòria
Va iniciar en la pràctica de la gimnàstica a edat molt jove, ja que la seva mare havia pres la recomanació d'un familiar a causa que Sofia es comportava molt inquieta en la llar. La primera competència de la jove atleta va tenir lloc en Huehuetenango als set anys. Aviat el talent de la nena es va fer notar i per a l'any 2005 va començar a entrenar amb els esposos Elena i Adrián Boboc, els qui tenien un any de residir a Guatemala.
Els Jocs Olímpics de la Joventut 2010 van ser el seu debut internacional i en aquest esdeveniment va tenir una notable participació en posicionar-se en el cinquè lloc del concurs complet i quarta en la biga d'equilibri.
Ja en els Jocs Panamericans de 2011, va obtenir el seu primer èxit internacional amb la conquesta de la medalla d'or en la biga d'equilibri, sent la primera victòria per al seu país en aquesta disciplina en la història de la justa esportiva. També es va agenciar la medalla de plata en la competició individual general.
Dies abans, en el Campionat Mundial de Gimnàstica, Gómez s'havia situat en el 50è lloc de la classificació del tot esdeveniment individual. En aquesta prova, també havia aconseguit la classificació pels Jocs Olímpics de Londres 2012, en el mes de gener d'aquest mateix any.

### Londres 2012
Previ a la competència olímpica, Ana Sofia es va entrenar als Estats Units i Romania, al costat de la selecció d'aquest país, una de les millors a nivell mundial.
En la primera prova a Londres, es va situar en la desè sisena posició de la qualificació prèvia amb una puntuació global de 56.132, que li va valer la participació en la ronda final del concurs complet; en el qual va aconseguir la 22a posició de la classificació general amb una puntuació total de 54.899, sent el salt del poltre el que li va aportar la millor qualificació amb 14.633.
El resultat a Londres no va omplir les seves expectatives, i va arribar a plantejar-se el retir de les competències. No obstant això, va retornar el 2013 pels Jocs Centreamericans de San José, Costa Rica, en el qual va conquistar la medalla d'or en el concurs complet, sòl i biga d'equilibri, plata en barres asimètriques, i bronze en el salt de poltre.

### Jocs Panamericans de Toronto
Gómez Porras va retornar als Jocs Panamericans, aquesta vegada realitzats en Toronto (Canadà), i va obtenir el seu millor resultat en la modalitat de pis en guanyar la medalla de bronze.

### Rio 2016
Gomez Tornada als Jocs Olímpics de Brasil en 2016 després de la seva competència a Toronto per poder guanyar la seva millora puntuació en la seva carrera. Amb 21 anys i un vestuari molt Guatemalenc va competir amb entrenament previ a l'estranger per estar llista per a Rio 2016. Malgrat no haver classificat ni haver guanyat cap medalla Arxivat 2016-08-26 a Wayback Machine., Gomez va ser abanderada durant la desfilada de les nacions.

## Vida privada
Ana Sofia va acabar els seus estudis bàsics en el Institut Normal Central per a Senyoretes Belén l'any 2011.